# Новотроицкий (Челябинская область)
Новотро́ицкий — посёлок в Сосновском районе Челябинской области. Входит в состав Полетаевского сельского поселения.

## География
Расстояние до районного центра, села Долгодеревенского, 54 км.

## Население
| 2002 | 2010 |
| ---- | ---- |
| 156  | ↘139 |

По данным Всероссийской переписи, в 2010 году численность населения посёлка составляла 139 человек (60 мужчин и 79 женщин).

## Улицы
Уличная сеть посёлка состоит из 4 улиц и 1 переулка.